# Eduard Lumpe
Eduard Lumpe (1813 – 1876) è stato un medico austriaco.
È conosciuto soprattutto per aver detto le cause della Febbre puerperale; tra le cause: privazione generale, preoccupazione, vergogna, tentativo di aborto, paura della morte, disturbi alimentari, esposizione al freddo. Ignaz Semmelweis ridicolizzò la sua teoria.